# اتفاقية برشلونة
1975 (النموذج الأصلي)
1995 (تعديلات)
الموقع:	برشلونة
تاريخ سريان الاتفاق:
الأصل بتاريخ 16 فبراير 1976
تعديلات 9 يوليو 2004
الأطراف:
اتفاقية برشلونة أو اتفاقية حماية البيئة البحرية والمنطقة الساحلية للبحر المتوسط، وهي في الأصل اتفاقية حماية البحر المتوسط من التلوث، وغالبا ما يشار إليها باسم اتفاقية برشلونة، وهي الاتفاقية الإقليمية المعتمدة عام 1976 لمنع ومكافحة التلوث الناجم عن السفن والطائرات والمصادر البرية في البحر الأبيض المتوسط.
ويشمل ذلك على سبيل المثال لا الحصر الإغراق والجريان السطحي والتفريغ. حيث وافق الموقعون على التعاون والمساعدة في التعامل مع حالات الطوارئ المتعلقة بالتلوث والرصد والبحث العلمي، تم توسيع صلاحياتها لتشمل التخطيط والإدارة المتكاملة للمنطقة الساحلية، اعتمدت الاتفاقية في 16 فبراير 1976 وعدلت في 10 يونيو 1995.
وتشكل اتفاقية برشلونة وبروتوكولاتها الإطار القانوني لخطة عمل البحر الأبيض المتوسط (1975)، ووضعت في إطار برنامج الأمم المتحدة للبيئة.

## الأهداف
الهدف الرئيسي للاتفاقية هو «الحد من التلوث في البحر الأبيض المتوسط وحماية البيئة البحرية في المنطقة وتحسينها، والمساهمة في تنميتها المستدامة». ولتحقيق ذلك، تم وضع عدة أهداف والتزامات يجب على الدول تنفيذها إما منفردة أو مجتمعة وتتمثل في:
- تقييم ومكافحة التلوث.
- تنفيذ الإدارة المستدامة للموارد البحرية والساحلية الطبيعية.
- دمج البيئة في التنمية الاقتصادية والاجتماعية.
- حماية البيئة البحرية والمناطق الساحلية من خلال اتخاذ إجراءات تهدف إلى منع التلوث والحد منه، والقضاء عليه قدر الإمكان، سواء كان ذلك بسبب أنشطة على الأرض أو في البحر.
- حماية التراث الطبيعي والثقافي في حوض البحر الأبيض المتوسط وسواحله.
- تعزيز التضامن بين البلدان المطلة على البحر المتوسط، والمساهمة في تحسين نوعية الحياة.

## الدول الموقعة
وصل عدد الأطراف المتعاقدة في الاتفاقية إلى 22 طرفا، وهي مصممة على حماية البيئة البحرية والساحلية المتوسطية مع تعزيز الخطط الإقليمية والقطرية في الوقت ذاته لتحقيق التنمية المستدامة والدول الموقعة هي:
1• الجزائر 2•  ألبانيا 3• سوريا 4• قبرص 5• كرواتيا 6• مصر
7• إسبانيا 8• فرنسا 9• اليونان 10• إيطاليا 11• لبنان 12• ليبيا
13• إسرائيل 14• المغرب 15• موناكو 16• تركيا 17• مالطا 18• سلوفينيا
19• تونس 20• الاتحاد الأوروبي 21• البوسنة والهرسك 22• الجبل الأسود